# Odynerus
Odynères, guêpes maçonnes
Genre
Odynerus est un genre d'insectes hyménoptères de la famille des Vespidae, de la sous-famille des Eumeninae. Ce sont les Odynères, ou « guêpes maçonnes ».

## Taxinomie
Le genre Odynerus est divisé en trois sous-genres selon Fauna Europaea :
- Odynerus (Allogymnomerus)
  - Espèce Odynerus consobrinus
- Odynerus (Odynerus)
  - Espèce Odynerus alpinus
  - Espèce Odynerus cruralis
  - Espèce Odynerus dusmeticus
  - Espèce Odynerus ezechiae
  - Espèce Odynerus femoratus
  - Espèce Odynerus melanocephalus
  - Espèce Odynerus poecilus
  - Espèce Odynerus rotundigaster
  - Espèce Odynerus serricrus
  - Espèce Odynerus spinipes
- Odynerus (Spinicoxa)
  - Espèce Odynerus albopictus
  - Espèce Odynerus annulicornis
  - Espèce Odynerus eburneofasciatus
  - Espèce Odynerus mutilatus
  - Espèce Odynerus navasi
  - Espèce Odynerus permutatus
  - Espèce Odynerus reniformis
  - Espèce Odynerus simillimus
  - Espèce Odynerus wilhelmi

## Espèces fossiles
Selon Paleobiology Database en 2022, les espèces fossiles référencées sont au nombre de sept :
- †Odynerus manevali Piton 1940
- †Odynerus oligopunctatus Théobald 1937
- †Odynerus palaeophilus Cockerell 1906
- †Odynerus percontusus Cockerell 1915
- †Odynerus praesepultus Cockerell 1906
- †Odynerus terryi Cockerell 1909
- †Odynerus wilmattae Cockerell 1915